# 써클 디지털 차트
써클 디지털 차트는 대한민국의 디지털 종합 순위로 스트리밍, 다운로드 수, 배경음 설정수를 총 집계한 차트이다. 산정 기준은 주간 음원 및 음반 판매량을 통합 집계하고, 주간, 월간 최종 데이터 순위를 둔다. 1주일 간격으로 갱신된다.
2010년 2월 가온 차트 출범과 동시에 생겨났다. 디지털 차트는 써클 차트의 메인 차트로써 스트리밍, 다운로드, BGM 판매량, 모바일 판매량을 합산해 차트 결과를 낸다. 또한 차트를 발표할 때, 가온 지수를 표기해 공정성을 높이고 있다.

## 1위 목록
- 2010년 가온 디지털 차트 1위 목록
- 2011년 가온 디지털 차트 1위 목록
- 2012년 가온 디지털 차트 1위 목록
- 2013년 가온 디지털 차트 1위 목록
- 2014년 가온 디지털 차트 1위 목록
- 2015년 가온 디지털 차트 1위 목록
- 2016년 가온 디지털 차트 1위 목록
- 2017년 가온 디지털 차트 1위 목록
- 2018년 가온 디지털 차트 1위 목록
- 2019년 가온 디지털 차트 1위 목록
- 2020년 가온 디지털 차트 1위 목록
- 2021년 가온 디지털 차트 1위 목록
- 2022년 가온 디지털 차트 1위 목록
- 2023년 가온 디지털 차트 1위 목록

## 같이 보기
- 써클 차트